# Lòng đỏ

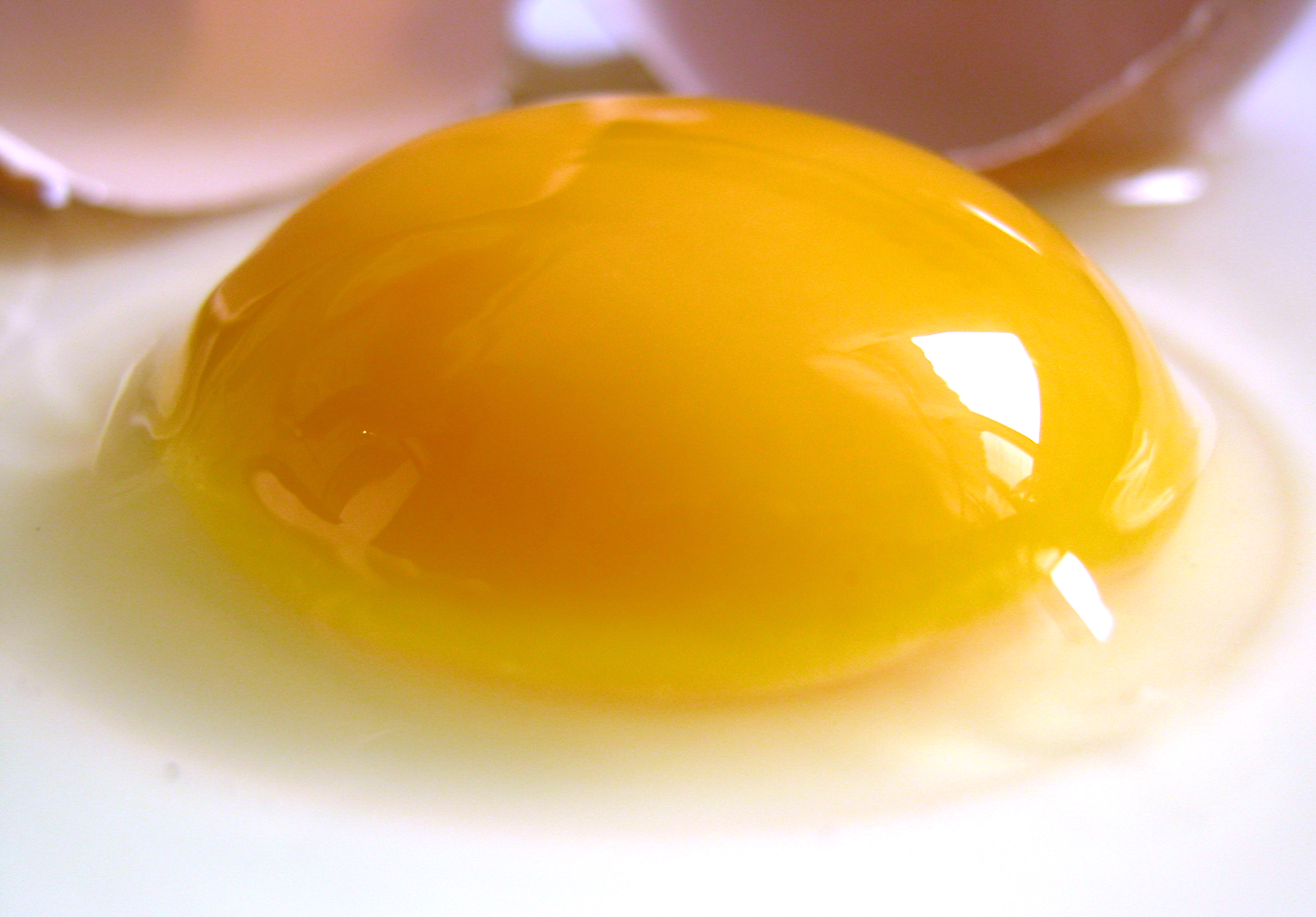
Lòng đỏ trứng gà (phần màu vàng)

Ở các loài động vật, lòng đỏ hay noãn hoàng (tiếng Anh: yolk hay vitellus) là phần chứa chất dinh dưỡng trong trứng, đồng thời tạo nên con gà con, giúp đưa dưỡng chất vào phôi. Trứng của một số loài vật có thể không có lòng đỏ, do dưỡng chất đưa vào đã đủ hoặc do cơ thể phát triển một bộ phận riêng cho việc này (nhau thai).